# Lindsaea microphylla
Lindsaea microphylla là một loài dương xỉ trong họ Lindsaeaceae. Loài này được Sw. mô tả khoa học đầu tiên năm 1801.